# Kathy Hilton
Kathy Hilton, född Kathleen Elizabeth Avanzino, senare också Richards, den 13 mars 1959 i Whittier, Kalifornien, är en amerikansk skådespelerska och designer. 
Hon är mor till Paris Hilton och Nicky Hilton och halvsyster till skådespelarna Kim Richards och Kyle Richards. Sedan 1979 är hon gift med Richard Hilton. 
Hilton medverkade i flera komediserier mellan 1968 fram tills hon avslutade sin skådespelarkarriär 1979. Bland annat medverkade hon i "Nanny and the Professor", Bewitched, Family Affair, Happy Days och The Rockford Files.

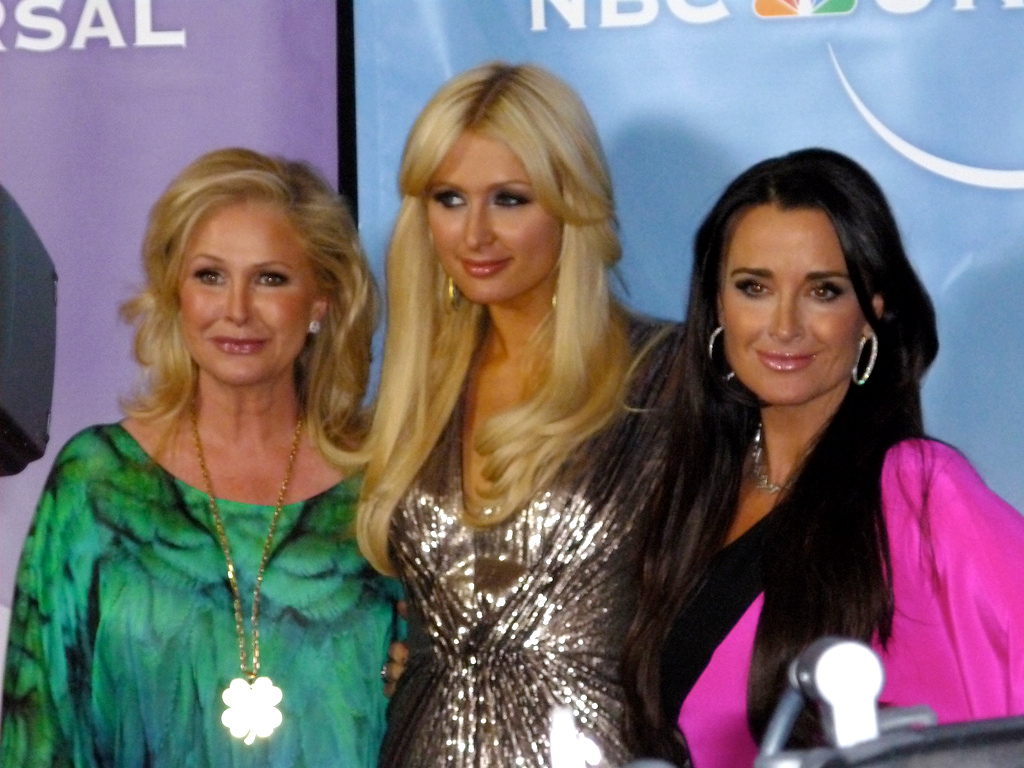
Kathy Hilton, dottern Paris Hilton och Kyle Richards i februari 2011.

Sedan 2012 arbetar hon som designer med sin egen kollektion Kathy Hilton Collection av klänningar för finare fester. Hon har även tidigare lett sin egen dokusåpa I Want to Be a Hilton  på NBC. Hon har även medverkat som gäst i dokusåporna The World According to Paris och The Real Housewives of Beverly Hills.